# Schlaflos in Seattle
Schlaflos in Seattle ist eine romantische Komödie der Regisseurin Nora Ephron aus dem Jahr 1993. Der Film mit Tom Hanks und Meg Ryan in den Hauptrollen erzählt die Geschichte einer Liebe auf Distanz und von der Hoffnung, die wahre Liebe zu finden.
Der Film spielte weltweit über 220 Millionen US-Dollar ein.

## Handlung
Der Architekt Sam Baldwin zieht nach dem Tod seiner geliebten Frau Maggie mit seinem Sohn Jonah von Chicago nach Seattle, um Abstand zu gewinnen.
Zum Weihnachtsfest 18 Monate später besucht Annie Reed, eine Zeitungsredakteurin aus Baltimore, zusammen mit Walter, dem künftigen Gatten, ihre Eltern, um die Verlobung bekanntzugeben. Auf der Heimfahrt am späteren Abend hört sie, wie Jonah, Sams mittlerweile 8-jähriger Sohn, bei der Radiosendung von Dr. Marcia Fieldstone zum Thema „Weihnachtswunsch“ anruft. Er berichtet vom Tod seiner Mutter und wünscht sich für seinen Vater eine neue Frau, da dieser sehr unter dem Verlust leide. Dr. Fieldstone bittet den überraschten Sam ans Telefon und stellt ihm Fragen zum Tod seiner Frau und seinem Leben danach. Sam antwortet zunächst nur knapp und meint, dass sein Sohn sich in Bezug zu seinem Verlustschmerz irrt. Dieser antwortet am zweiten Telefon: „Dad, ich wohne hier!“. Sam erkennt dies nun auch an und gibt zu, dass der Verlust seiner Frau für ihn immer noch sehr schwer sei. Als Dr. Fieldstone Sam fragt, was an seiner Frau so besonders gewesen ist, kann Sam sich nicht mehr länger zurückhalten. Er beginnt seine Antwort nach kurzem Zögern mit dem Satz „Wie lang ist Ihre Sendezeit?“ und er beschreibt nun, wie sehr er seine Frau geliebt hat, wie allein ihre Anwesenheit sein Leben bereicherte, wie tausende Kleinigkeiten diese tiefe Liebe bereicherten und dass er schon die erste Berührung zwischen ihnen als „Magie“ empfunden hat. Sam redet sich nun seine tiefsten Gefühle von der Seele und nicht nur Annie ist als Zuhörerin sehr berührt. Auch Tage später denkt sie, wie viele andere Hörerinnen, an den gefühlvollen Sam, der von der Radiomoderatorin aufgrund seiner Schlaflosigkeit „Schlaflos in Seattle“ genannt wurde. Dennoch plant sie weiter mit Walter die gemeinsame Hochzeit und ein romantisches Wochenende in New York am Valentinstag.
Sam bekommt Hunderte Briefe von Frauen aus allen Gegenden der USA, zeigt jedoch kein Interesse an ihnen, da er eine neue Frau auf die herkömmliche Art kennenlernen möchte. Er verabredet sich mit der Innenarchitektin Victoria.
Annie schlägt in einem Brief an Sam inspiriert durch den Film Die große Liebe meines Lebens ein Treffen am Valentinstag auf dem Dach des Empire State Buildings vor, den ihre Freundin Becky ohne Annies Wissen abschickt. Jonah ist von dem Brief begeistert und versucht seinen Vater zu überzeugen, sich mit Annie zu treffen. Der konzentriert sich jedoch auf den neuen Kontakt zu Victoria, die Jonah nicht leiden kann. Annie entschließt sich, unter dem Vorwand, für einen Artikel zu recherchieren, nach Seattle zu fliegen. Dort sieht sie Sam, hat allerdings nicht den Mut ihn anzusprechen, nachdem sie sieht, wie er herzlich eine andere Frau umarmt. Es handelt sich um Sams Schwester Suzy, Annie hält sie jedoch für seine neue Freundin. Sam ist dennoch von Annies Erscheinung beeindruckt.
Zurück in Baltimore findet Annie einen Brief von Sam, den Jonah in dessen Namen verfasst hat, in dem er das Treffen am Valentinstag bestätigt. Sie will jedoch wieder voll und ganz zu Walter zurückkehren.
Am Valentinswochenende fliegt Jonah allein nach New York und versucht vergeblich auf dem Empire State Building eine Frau namens Annie zu finden. Sam kommt ihm nach und findet ihn kurz vor Schließung des Gebäudes auf der Aussichtsplattform. Währenddessen berichtet Annie Walter von den Verwirrungen der letzten Zeit und sie lösen die Verlobung. Spontan fährt auch Annie zu dem mittlerweile menschenleeren Treffpunkt. Kurz darauf kehren Sam und Jonah zurück, da der Junge seinen Rucksack vergessen hat. Zwischen Sam und Annie besteht sofort eine besondere Verbindung.

## Vorlage
Der Hollywoodfilm ist keine Neuverfilmung des Filmes Die große Liebe meines Lebens (An Affair to Remember) mit Cary Grant und Deborah Kerr von 1957; das Remake ist Perfect Love Affair mit Annette Bening und Warren Beatty (1994). Lediglich die erinnerungsträchtige Szene, dass ein Teil eines Liebespaares in spe auf den anderen vermeintlichen Liebespartner am Empire State Building wartet und das Publikum gespannt ist, ob sie zueinander finden, ist ein Handlungszitat.
Außerdem sprechen die Charaktere von Schlaflos in Seattle mehrmals über den Film Die große Liebe meines Lebens, aus dem auch einige kurze Szenen gezeigt werden.

## Auszeichnungen
Oscarverleihung 1994
- Nominierung in der Kategorie Bestes Originaldrehbuch für Nora Ephron, David S. Ward und Jeff Arch
- Nominierung in der Kategorie Bester Filmsong für Marc Shaiman, Ramsey McLean

Golden Globe Awards 1994
- Nominierung in der Kategorie Bester Film – Komödie/Musical
- Nominierung in der Kategorie Bester Hauptdarsteller – Komödie/Musical für Tom Hanks
- Nominierung in der Kategorie Beste Hauptdarstellerin – Komödie/Musical für Meg Ryan

British Academy Film Awards 1994
- Nominierung in der Kategorie Bestes Originaldrehbuch für Nora Ephron, David S. Ward und Jeff Arch
- Nominierung in der Kategorie Beste Filmmusik für Marc Shaiman

MTV Movie Awards 1994
- Nominierung in der Kategorie Beste Schauspielerin für Meg Ryan
- Nominierung in der Kategorie Bester Newcomer für Ross Malinger
- Nominierung in der Kategorie Bestes Filmpaar für Tom Hanks und Meg Ryan
- Nominierung in der Kategorie Bester Filmsong („When I Fall in Love“) für Céline Dion und Clive Griffin

Young Artist Awards 1994
- Auszeichnung in der Kategorie Beste Komödie
- Auszeichnung in der Kategorie Bester Schauspieler unter 10 Jahren in einem Spielfilm für Ross Malinger

American Comedy Award
- Auszeichnung in der Kategorie Witzigste weibliche Hauptrolle in einem Spielfilm für Meg Ryan

Writers Guild of America Award
- Nominierung in der Kategorie Drehbuch für Nora Ephron, David S. Ward und Jeff Arch

## Wissenswertes
- Für die Rolle der Annie war ursprünglich Julia Roberts vorgesehen, doch diese lehnte die Rolle aufgrund ihres Images ab und spielte stattdessen in einem anderen Film mit – Die Akte.

- Der Song When I Fall In Love stammt von Victor Young (Musik) und Edward Heyman (Text) und wurde erstmals 1952 von Doris Day in dem Film Korea gesungen.

## Kritiken
„Sentimental-nostalgische Komödie über die Idee einer einzigartigen Liebe, die mit überzeugenden Darstellern und einigen Kabinettstückchen versöhnliche Unterhaltung bietet.“